# Frans Hendrik Odendaal
Frans Hendrik Odendaal (Kimberley, 1898-Sudáfrica, 1966) (conocido como Fox Odendaal) fue un político sudafricano, gobernador de la provincia de Transvaal.
En 1962 fue puesto al frente de la «Comisión de Estudio de Asuntos de África del Sudoeste». La comisión llegó a conocerse como la «Comisión Odendaal».
A finales de 1963 la comisión culminó sus estudios, los cuales fueron oficialmente presentados a principio de 1964. El Reporte Odendaal, como fue llamado, hizo una serie de recomendaciones (Plan Odendaal) en relación con el establecimiento de territorios dedicados para el 'desarrollo separado' de las etnias africanas. El Plan Odendaal describía en detalle los pasos a seguir para establecer bantustanes similares a los de Sudáfrica en África del Sudoeste. El reporte fue rechazado primero por el Comité Especial de Descolonización de las Naciones Unidas (conocido como el Comité de Veinticuatro), y luego por la Asamblea General. Sin embargo, el gobierno sudafricano inició en 1968 la implementación del Plan Odendaal.
- Datos: Q4331369